# Пытки в Глданской тюрьме
Опубликование видеозаписи пыток в Глданской тюрьме в сентябре 2012 года стало крупным политическим скандалом в Грузии. Видеоролики подробно описываются как скандал Абу-Грейб. Скандал был уникальным в истории Грузии тем, что он изначально обсуждался и обсуждался в социальных сетях до того, как история начала появляться на преимущественно правительственных телевизионных каналах Грузии. Помимо изображений жестокого физического насилия, в том числе с применением метел и зажженных сигарет, видеоизображенные злоупотребления воспринимаются как имеющие последствия, связанные с гомосексуализмом, что в значительной степени является табуированной темой в консервативной религиозной культуре Грузии.
Скандал широко рассматривается как поворотный момент в постсоветской эволюции Грузии. После распада Советского Союза Грузия была всемирно известна тем, что имела чрезвычайно высокий уровень преступности. Значительная часть популярности Михаила Саакашвили была во многом обусловлена реформированием его правительством правоохранительных органов Грузии, которые ранее считались находящимися под контролем преступных сетей контрабанды наркотиков и контрабанды. В то время как реформы Саакашвили резко сократили уровень преступности, это также привело к тому, что большое число молодых людей были заключены в тюрьму. Это было изменение как эпохи позднего Совета, так и Шеварднадзе, когда преступники могли легко купить свой выход из тюрьмы. Считается, что скандал с тюремным заключением в Глдани привел к тому, что партия Саакашвили потеряла власть и в последующих усилиях по реформированию подразделений системы уголовного правосудия.
18 сентября 2012 года, после нескольких дней слухов в социальных сетях, грузинские национальные телеканалы начали трансляцию нескольких видеозаписей пыток и изнасилований в тюрьме Глдани в столице Грузии, Тбилиси. Очень спорные видеоматериалы привели к организованным митингам в таких городах, как Тбилиси, Батуми, Поти, Кутаиси и Гори. Возмущенные изображениями жестокого обращения с заключенными, протестующие потребовали справедливости и пообещали продолжить свои протесты. Позже той ночью Хатуна Калмахелидзе уволила Давида Чахуа, председателя пенитенциарного департамента. Несколько дней спустя Калмахелидзе подала в отставку.

## История
Несколько человек, подозреваемых в бесчеловечном обращении с заключенными, были задержаны и впоследствии осуждены в результате расследования дела.
За несколько часов до того, как видео было выпущено, Министерство внутренних дел Грузии сообщило, что три сотрудника тюрьмы Глдани были арестованы за бесчеловечное обращение с заключенными. Министерство также выпустило кадры, в которых тюремные надзиратели избивали заключенного в камере. Министерство внутренних дел заявило, что арестованные тюремные чиновники злоупотребляли полномочиями и делали видеозапись об этом в обмен на деньги в сделке, организованной Тамазом Тамазашвили, заключенным, который отбывает свой тюремный срок в том же тюремном учреждении. Тамаз Тамазашвили поддерживается политической партией Грузинская мечта, которая предоставляет ему руководящую должность во вновь созданном правительстве. Они также утверждают, что Тамаз является политическим заключенным.
Видеоизображение пыток в тюрьмах было передано на телеканалы бывшим сотрудником тюрьмы Владимиром Бедукадзе, которого взяли под стражу в связи со злоупотреблениями, но в итоге он был освобожден от уголовной ответственности. В интервью ТВ-9 Бедукадзе утверждал, что пытки заключенных были заказаны министром внутренних дел Бачо Ахалая и что министр по исправлениям и правовой помощи Хатуна Калмахелидзе была осведомлена об актах пыток в различных грузинских тюрьмах. В тот же день Хатуна Калмахелидзе попросила об отставке.

## Интерпретации

### Власти
Власти признали и осудили пытки, обвинив оппозицию в подкупе сотрудников тюрьмы с целью дискредитации режима. В отставку ушли министр внутренних дел Бачо Ахалая и министр по исполнению наказаний Хатуна Калмахелидзе.

## Расследование
Прокуратура Грузии заявила, что видеозаписи с пытками были сделаны по заказу министра юстиции Зураба Адеишвили.